# Gouvernement Dăncilă
Roumanie
Tudose Orban I
Le gouvernement Dăncilă (en roumain : Guvernul Viorica Dăncilă), est le gouvernement de la Roumanie entre le 29 janvier 2018 et le 4 novembre 2019, sous la 8e législature de la Chambre des députés et du Sénat.
Il est dirigé par la sociale-démocrate Viorica Dăncilă, dont le parti est arrivé en tête aux élections de 2016. Il succède au gouvernement de Mihai Tudose, contraint à la démission par le Parti social-démocrate. Il est remplacé par le gouvernement du libéral Ludovic Orban, après l'adoption d'une motion de censure par le Parlement.

## Historique du mandat
Dirigé par la nouvelle Première ministre social-démocrate Viorica Dăncilă, ce gouvernement est constitué et soutenu par une coalition de centre gauche entre le Parti social-démocrate (PSD) et l'Alliance des libéraux et démocrates (ALDE),. Ensemble, ils disposent de 167 députés sur 329, soit 50,8 % des sièges de la Chambre des députés, et 76 sénateurs sur 136, soit 55,9 % des sièges du Sénat.
Il est formé à la suite de la démission de Mihai Tudose, au pouvoir depuis juin 2017, et succède à son gouvernement, constitué et soutenu par une coalition identique.

### Formation
Le 17 janvier 2018, le président Klaus Iohannis charge la députée européenne Viorica Dăncilă de former un nouveau gouvernement, deux jours seulement après la démission de Mihai Tudose. Elle présente sa liste de 26 ministres neuf jours plus tard, le 26 janvier,. Il est composé de nombreux fidèles du président du PSD Liviu Dragnea, poursuivi pour corruption et très critiqué pour chercher à réformer la justice afin d'échapper à un jugement.
Il remporte le vote de confiance le 29 janvier au Parlement par 282 voix pour, soit 48 de plus que la majorité constitutionnelle requise, grâce au soutien apporté par l'UDMR et les députés représentants les minorités nationales.
Le gouvernement prend ses fonctions le 29 janvier, à la suite de la démission du gouvernement du social-démocrate Mihai Tudose. Dăncilă devient ainsi la première femme à diriger un gouvernement en Roumanie.

### Motions de censure et rupture de la coalition
Le 27 juin 2018, le gouvernement survit à une motion de censure votée par 166 parlementaires, soit bien loin des 233 requis. Le 20 décembre, il survit à une deuxième, soutenue par seulement 161 députés. Le 19 juin 2019, une troisième motion de censure visant son gouvernement est débattue. Elle recueillit 200 voix pour.
Dans la perspective de l'élection présidentielle roumaine de 2019, le PSD désigne Viorica Dăncilă (devenue entretemps présidente du parti après l'incarcération de Dragna) comme candidate plutôt que de soutenir Călin Popescu-Tăriceanu (ALDE), qui quitte la coalition gouvernementale. Dăncilă a alors 45 jours pour convoquer un nouveau vote de confiance et chercher de nouveaux alliés. Popescu-Tăriceanu appelle les ministres issus de ses rangs à démissionner du gouvernement. Trois d'entre eux, Grațiela Gavrilescu, Viorel Ilie et Anton Anton, démissionnent du gouvernement.
Le lendemain, l'UDMR, qui a soutenu le gouvernement du PSD jusqu'en juin 2019, rejette une proposition de soutenir le gouvernement en échange d'y entrer. Fin août, le président Iohannis rejette les nominations de nouveaux ministres par le PSD, exigeant à la place un vote de confiance.

### Destitution et succession
Le gouvernement est renversé le 10 octobre, à l'issue de l'adoption de la quatrième motion de censure déposée à son encontre, votée par 238 voix favorables, soit cinq de plus que la majorité requise,.
Le président Klaus Iohannis doit tenir des consultations pour la formation d'une nouvelle coalition gouvernementale. Des législatives anticipées peuvent aussi être convoquées si la majorité des députés s'y résignent. Cette solution a les faveurs du président et de son parti, le Parti national libéral (PNL), et de l'Union sauvez la Roumanie (USR).
Le 11 octobre, le président Iohannis annonce la nomination prochaine d'un nouveau Premier ministre d'ici le 15 octobre, affirmant que le prochain gouvernement devrait être issu du PNL. Celui-ci soutient la candidature de son président Ludovic Orban. Le 15 octobre, celui-ci est formellement chargé de former un gouvernement par le président. Il succède à Viorica Dăncilă le 4 novembre, après que son gouvernement minoritaire a obtenu la confiance du Parlement à sept voix près.

## Composition

### Initiale (29 janvier 2018)
| Fonction                                                                                 | Titulaire | Titulaire                                                                                             | Parti |
| ---------------------------------------------------------------------------------------- | --------- | --- | ----- |
| Première ministre                                                                        |           | Viorica Dăncilă                                                                                       | PSD   |
| Vice-Premier ministre Ministre du Développement régional et de l'Administration publique |           | Paul Stănescu                                                                                         | PSD   |
| Vice-Première ministre Ministre de l'Environnement                                       |           | Grațiela Gavrilescu                                                                                   | ALDE  |
| Vice-Première ministre Chargée de la mise en œuvre des Partenariats stratégiques         |           | Ana Birchall                                                                                          | PSD   |
| Vice-Premier ministre                                                                    |           | Viorel Ștefan                                                                                         | PSD   |
| Ministre des Affaires intérieures                                                        |           | Carmen Dan                                                                                            | PSD   |
| Ministre des Affaires étrangères                                                         |           | Teodor Meleșcanu                                                                                      | ALDE  |
| Ministre de la Défense nationale                                                         |           | Mihai Fifor                                                                                           | PSD   |
| Ministre des Finances publiques                                                          |           | Eugen Teodorovici                                                                                     | PSD   |
| Ministre de la Justice                                                                   |           | Tudorel Toader                                                                                        | SE    |
| Ministre de l'Agriculture et du Développement rural                                      |           | Petre Daea                                                                                            | PSD   |
| Ministre de l'Éducation nationale                                                        |           | Valentin Popa (jusqu'au 02/10/2018) Rovana Plumb a.i. Ecaterina Andronescu (à partir du 16/11/2018)   | PSD   |
| Ministre du Travail et de la Justice sociale                                             |           | Lia Olguța Vasilescu                                                                                  | PSD   |
| Ministre de l'Économie                                                                   |           | Dănuț Andrușcă (ro)                                                                                   | PSD   |
| Ministre de l'Énergie                                                                    |           | Anton Anton                                                                                           | ALDE  |
| Ministre des Transports                                                                  |           | Lucian Șova (ro)                                                                                      | PSD   |
| Ministre des Fonds européens                                                             |           | Rovana Plumb                                                                                          | PSD   |
| Ministre pour le Milieu des affaires, le Commerce et l'Entrepreneuriat                   |           | Ștefan-Radu Oprea (ro)                                                                                | PSD   |
| Ministre de la Santé                                                                     |           | Sorina Pintea                                                                                         | PSD   |
| Ministre de la Culture                                                                   |           | George Ivașcu                                                                                         | SE    |
| Ministre des Eaux et des Forêts                                                          |           | Ioan Deneș (ro)                                                                                       | PSD   |
| Ministre de la Recherche et de l'Innovation                                              |           | Nicolae Burnete (ro) (jusqu'au 12/09/2018) Viorel Ștefan a.i. Nicolae Hurduc (à partir du 29/10/2018) | PSD   |
| Ministre des Communications et de la Société d'information                               |           | Petru Bogdan Cojocaru                                                                                 | PSD   |
| Ministre de la Jeunesse et des Sports                                                    |           | Ioana Bran (ro)                                                                                       | PSD   |
| Ministre du Tourisme                                                                     |           | Bogdan Gheorghe Trif                                                                                  | PSD   |
| Ministre pour les Roumains de l'étranger                                                 |           | Natalia-Elena Intotero                                                                                | PSD   |
| Ministre pour les Relations avec le Parlement                                            |           | Viorel Ilie (ro)                                                                                      | ALDE  |
| Ministre délégué aux Affaires européennes                                                |           | Victor Negrescu (jusqu'au 14/11/2018) George Ciamba (en)                                              | PSD   |

### Remaniement du20 novembre 2018
- Les nouveaux ministres sont indiqués en gras, ceux ayant changé d'attributions en italique.

| Fonction                                                                                 | Titulaire | Titulaire                                                    | Parti |
| ---------------------------------------------------------------------------------------- | --------- | ------------------------------------------------------------ | ----- |
| Première ministre                                                                        |           | Viorica Dăncilă                                              | PSD   |
| Vice-Premier ministre Ministre du Développement régional et de l'Administration publique |           | Paul Stănescu (jusqu'au 07/01/2019) Eugen Teodorovici (a.i.) | PSD   |
| Vice-Première ministre Ministre de l'Environnement                                       |           | Grațiela Gavrilescu                                          | ALDE  |
| Vice-Première ministre Chargée de la mise en œuvre des Partenariats stratégiques         |           | Ana Birchall                                                 | PSD   |
| Vice-Premier ministre                                                                    |           | Viorel Ștefan                                                | PSD   |
| Ministre des Affaires intérieures                                                        |           | Carmen Dan                                                   | PSD   |
| Ministre des Affaires étrangères                                                         |           | Teodor Meleșcanu                                             | ALDE  |
| Ministre de la Défense nationale                                                         |           | Gabriel Leș                                                  | PSD   |
| Ministre des Finances publiques                                                          |           | Eugen Teodorovici                                            | PSD   |
| Ministre de la Justice                                                                   |           | Tudorel Toader                                               | SE    |
| Ministre de l'Agriculture et du Développement rural                                      |           | Petre Daea                                                   | PSD   |
| Ministre de l'Éducation nationale                                                        |           | Ecaterina Andronescu                                         | PSD   |
| Ministre du Travail et de la Justice sociale                                             |           | Marius-Constantin Budăi (ro)                                 | PSD   |
| Ministre de l'Économie                                                                   |           | Niculae Bădălău (ro)                                         | PSD   |
| Ministre de l'Énergie                                                                    |           | Anton Anton                                                  | ALDE  |
| Ministre des Transports                                                                  |           | Lucian Șova (ro) (jusqu'au 07/01/2019) Rovana Plumb (a.i.)   | PSD   |
| Ministre des Fonds européens                                                             |           | Rovana Plumb                                                 | PSD   |
| Ministre pour le Milieu des affaires, le Commerce et l'Entrepreneuriat                   |           | Ștefan-Radu Oprea (ro)                                       | PSD   |
| Ministre de la Santé                                                                     |           | Sorina Pintea                                                | PSD   |
| Ministre de la Culture                                                                   |           | Daniel Breaz                                                 | PSD   |
| Ministre des Eaux et des Forêts                                                          |           | Ioan Deneș (ro)                                              | PSD   |
| Ministre de la Recherche et de l'Innovation                                              |           | Nicolae Hurduc                                               | PSD   |
| Ministre des Communications et de la Société d'information                               |           | Alexandru Petrescu                                           | PSD   |
| Ministre de la Jeunesse et des Sports                                                    |           | Constantin-Bogdan Matei (ro)                                 | PSD   |
| Ministre du Tourisme                                                                     |           | Bogdan Gheorghe Trif                                         | PSD   |
| Ministre pour les Roumains de l'étranger                                                 |           | Natalia-Elena Intotero                                       | PSD   |
| Ministre pour les Relations avec le Parlement                                            |           | Viorel Ilie (ro)                                             | ALDE  |
| Ministre délégué aux Affaires européennes                                                |           | George Ciamba (en)                                           | PSD   |

### Remaniement du22 février 2019
- Les nouveaux ministres sont indiqués en gras, ceux ayant changé d'attributions en italique.

| Fonction                                                                                 | Titulaire | Titulaire                                                                 | Parti |
| ---------------------------------------------------------------------------------------- | --------- | ------------------------------------------------------------------------- | ----- |
| Première ministre                                                                        |           | Viorica Dăncilă                                                           | PSD   |
| Vice-Premier ministre Ministre du Développement régional et de l'Administration publique |           | Vasile-Daniel Suciu                                                       | PSD   |
| Vice-Première ministre Ministre de l'Environnement                                       |           | Grațiela Gavrilescu                                                       | ALDE  |
| Vice-Première ministre Chargée de la mise en œuvre des Partenariats stratégiques         |           | Ana Birchall                                                              | PSD   |
| Vice-Premier ministre                                                                    |           | Viorel Ștefan                                                             | PSD   |
| Ministre des Affaires intérieures                                                        |           | Carmen Dan                                                                | PSD   |
| Ministre des Affaires étrangères                                                         |           | Teodor Meleșcanu                                                          | ALDE  |
| Ministre de la Défense nationale                                                         |           | Gabriel Leș                                                               | PSD   |
| Ministre des Finances publiques                                                          |           | Eugen Teodorovici                                                         | PSD   |
| Ministre de la Justice                                                                   |           | Tudorel Toader (jusqu'au 24/04/2019)                                      | SE    |
| Ministre de la Justice                                                                   |           | Ana Birchall a.i.                                                         | PSD   |
| Ministre de l'Agriculture et du Développement rural                                      |           | Petre Daea                                                                | PSD   |
| Ministre de l'Éducation nationale                                                        |           | Ecaterina Andronescu                                                      | PSD   |
| Ministre du Travail et de la Justice sociale                                             |           | Marius-Constantin Budăi (ro)                                              | PSD   |
| Ministre de l'Économie                                                                   |           | Niculae Bădălău                                                           | PSD   |
| Ministre de l'Énergie                                                                    |           | Anton Anton                                                               | ALDE  |
| Ministre des Transports                                                                  |           | Răzvan Cuc                                                                | PSD   |
| Ministre des Fonds européens                                                             |           | Rovana Plumb (jusqu'au 24/04/2019) Eugen Teodorovici a.i.                 | PSD   |
| Ministre pour le Milieu des affaires, le Commerce et l'Entrepreneuriat                   |           | Ștefan-Radu Oprea (ro)                                                    | PSD   |
| Ministre de la Santé                                                                     |           | Sorina Pintea                                                             | PSD   |
| Ministre de la Culture                                                                   |           | Daniel Breaz                                                              | PSD   |
| Ministre des Eaux et des Forêts                                                          |           | Ioan Deneș (ro)                                                           | PSD   |
| Ministre de la Recherche et de l'Innovation                                              |           | Nicolae Hurduc                                                            | PSD   |
| Ministre des Communications et de la Société d'information                               |           | Alexandru Petrescu                                                        | PSD   |
| Ministre de la Jeunesse et des Sports                                                    |           | Constantin-Bogdan Matei (ro)                                              | PSD   |
| Ministre du Tourisme                                                                     |           | Bogdan Gheorghe Trif                                                      | PSD   |
| Ministre pour les Roumains de l'étranger                                                 |           | Natalia-Elena Intotero (jusqu'au 24/04/2019) Ștefan-Radu Oprea (ro)] a.i. | PSD   |
| Ministre pour les Relations avec le Parlement                                            |           | Viorel Ilie (ro)                                                          | ALDE  |
| Ministre délégué aux Affaires européennes                                                |           | George Ciamba (en)                                                        | PSD   |

### Remaniement du7 juin 2019
- Les nouveaux ministres sont indiqués en gras, ceux ayant changé d'attributions en italique.

| Fonction                                                                                 | Titulaire | Titulaire                                                  | Parti |
| ---------------------------------------------------------------------------------------- | --------- | ---------------------------------------------------------- | ----- |
| Première ministre                                                                        |           | Viorica Dăncilă                                            | PSD   |
| Vice-Premier ministre Ministre du Développement régional et de l'Administration publique |           | Vasile-Daniel Suciu                                        | PSD   |
| Vice-Première ministre Ministre de l'Environnement                                       |           | Grațiela Gavrilescu                                        | ALDE  |
| Vice-Première ministre Chargée de la mise en œuvre des Partenariats stratégiques         |           | Ana Birchall (a.i., à partir du 11/06/2019)                | PSD   |
| Vice-Premier ministre                                                                    |           | Viorel Ștefan (jusqu'au 03/07/2019) Eugen Teodorovici a.i. | PSD   |
| Ministre des Affaires intérieures                                                        |           | Carmen Dan                                                 | PSD   |
| Ministre des Affaires étrangères                                                         |           | Teodor Meleșcanu                                           | ALDE  |
| Ministre de la Défense nationale                                                         |           | Gabriel Leș                                                | PSD   |
| Ministre des Finances publiques                                                          |           | Eugen Teodorovici                                          | PSD   |
| Ministre de la Justice                                                                   |           | Ana Birchall                                               | PSD   |
| Ministre de l'Agriculture et du Développement rural                                      |           | Petre Daea                                                 | PSD   |
| Ministre de l'Éducation nationale                                                        |           | Ecaterina Andronescu                                       | PSD   |
| Ministre du Travail et de la Justice sociale                                             |           | Marius-Constantin Budăi (ro)                               | PSD   |
| Ministre de l'Économie                                                                   |           | Niculae Bădălău                                            | PSD   |
| Ministre de l'Énergie                                                                    |           | Anton Anton                                                | ALDE  |
| Ministre des Transports                                                                  |           | Răzvan Cuc                                                 | PSD   |
| Ministre des Fonds européens                                                             |           | Roxana Mînzatu                                             | PSD   |
| Ministre pour le Milieu des affaires, le Commerce et l'Entrepreneuriat                   |           | Ștefan-Radu Oprea (ro)                                     | PSD   |
| Ministre de la Santé                                                                     |           | Sorina Pintea                                              | PSD   |
| Ministre de la Culture                                                                   |           | Daniel Breaz                                               | PSD   |
| Ministre des Eaux et des Forêts                                                          |           | Ioan Deneș (ro)                                            | PSD   |
| Ministre de la Recherche et de l'Innovation                                              |           | Nicolae Hurduc                                             | PSD   |
| Ministre des Communications et de la Société d'information                               |           | Alexandru Petrescu                                         | PSD   |
| Ministre de la Jeunesse et des Sports                                                    |           | Constantin-Bogdan Matei (ro)                               | PSD   |
| Ministre du Tourisme                                                                     |           | Bogdan Gheorghe Trif                                       | PSD   |
| Ministre pour les Roumains de l'étranger                                                 |           | Natalia-Elena Intotero                                     | PSD   |
| Ministre pour les Relations avec le Parlement                                            |           | Viorel Ilie (ro)                                           | ALDE  |
| Ministre délégué aux Affaires européennes                                                |           | George Ciamba (en)                                         | PSD   |

### Remaniement du24 juillet 2019
- Les nouveaux ministres sont indiqués en gras, ceux ayant changé d'attributions en italique.

| Fonction                                                                                 | Titulaire | Titulaire                                                    | Parti   |
| ---------------------------------------------------------------------------------------- | --------- | ------------------------------------------------------------ | ------- |
| Première ministre                                                                        |           | Viorica Dăncilă                                              | PSD     |
| Vice-Premier ministre Ministre du Développement régional et de l'Administration publique |           | Vasile-Daniel Suciu                                          | PSD     |
| Vice-Première ministre Ministre de l'Environnement                                       |           | Grațiela Gavrilescu (jusqu'au 27/08/2019)                    | ALDE    |
| Vice-Premier ministre Chargé de la mise en œuvre des Partenariats stratégiques           |           | Mihai Fifor                                                  | PSD     |
| Vice-Premier ministre                                                                    |           | Eugen Teodorovici a.i. (jusqu'au 04/10/2019)                 | PSD     |
| Ministre des Affaires intérieures                                                        |           | Nicolae Moga (jusqu'au 30/07/2019) Mihai Fifor a.i.          | PSD     |
| Ministre des Affaires étrangères                                                         |           | Ramona Mănescu                                               | ALDE/SE |
| Ministre de la Défense nationale                                                         |           | Gabriel Leș                                                  | PSD     |
| Ministre des Finances publiques                                                          |           | Eugen Teodorovici                                            | PSD     |
| Ministre de la Justice                                                                   |           | Ana Birchall                                                 | PSD     |
| Ministre de l'Agriculture et du Développement rural                                      |           | Petre Daea                                                   | PSD     |
| Ministre de l'Éducation nationale                                                        |           | Ecaterina Andronescu (jusqu'au 02/08/2019) Daniel Breaz a.i. | PSD     |
| Ministre du Travail et de la Justice sociale                                             |           | Marius-Constantin Budăi (ro)                                 | PSD     |
| Ministre de l'Économie                                                                   |           | Niculae Bădălău                                              | PSD     |
| Ministre de l'Énergie                                                                    |           | Anton Anton (jusqu'au 27/08/2019)                            | ALDE    |
| Ministre des Transports                                                                  |           | Răzvan Cuc                                                   | PSD     |
| Ministre des Fonds européens                                                             |           | Roxana Mînzatu                                               | PSD     |
| Ministre pour le Milieu des affaires, le Commerce et l'Entrepreneuriat                   |           | Ștefan-Radu Oprea (ro)                                       | PSD     |
| Ministre de la Santé                                                                     |           | Sorina Pintea                                                | PSD     |
| Ministre de la Culture                                                                   |           | Daniel Breaz                                                 | PSD     |
| Ministre des Eaux et des Forêts                                                          |           | Ioan Deneș (ro)                                              | PSD     |
| Ministre de la Recherche et de l'Innovation                                              |           | Nicolae Hurduc                                               | PSD     |
| Ministre des Communications et de la Société d'information                               |           | Alexandru Petrescu                                           | PSD     |
| Ministre de la Jeunesse et des Sports                                                    |           | Constantin-Bogdan Matei (ro)                                 | PSD     |
| Ministre du Tourisme                                                                     |           | Bogdan Gheorghe Trif                                         | PSD     |
| Ministre pour les Roumains de l'étranger                                                 |           | Natalia-Elena Intotero                                       | PSD     |
| Ministre pour les Relations avec le Parlement                                            |           | Viorel Ilie (ro) (jusqu'au 27/08/2019)                       | ALDE    |
| Ministre délégué aux Affaires européennes                                                |           | George Ciamba (en)                                           | PSD     |